# 彭勵治

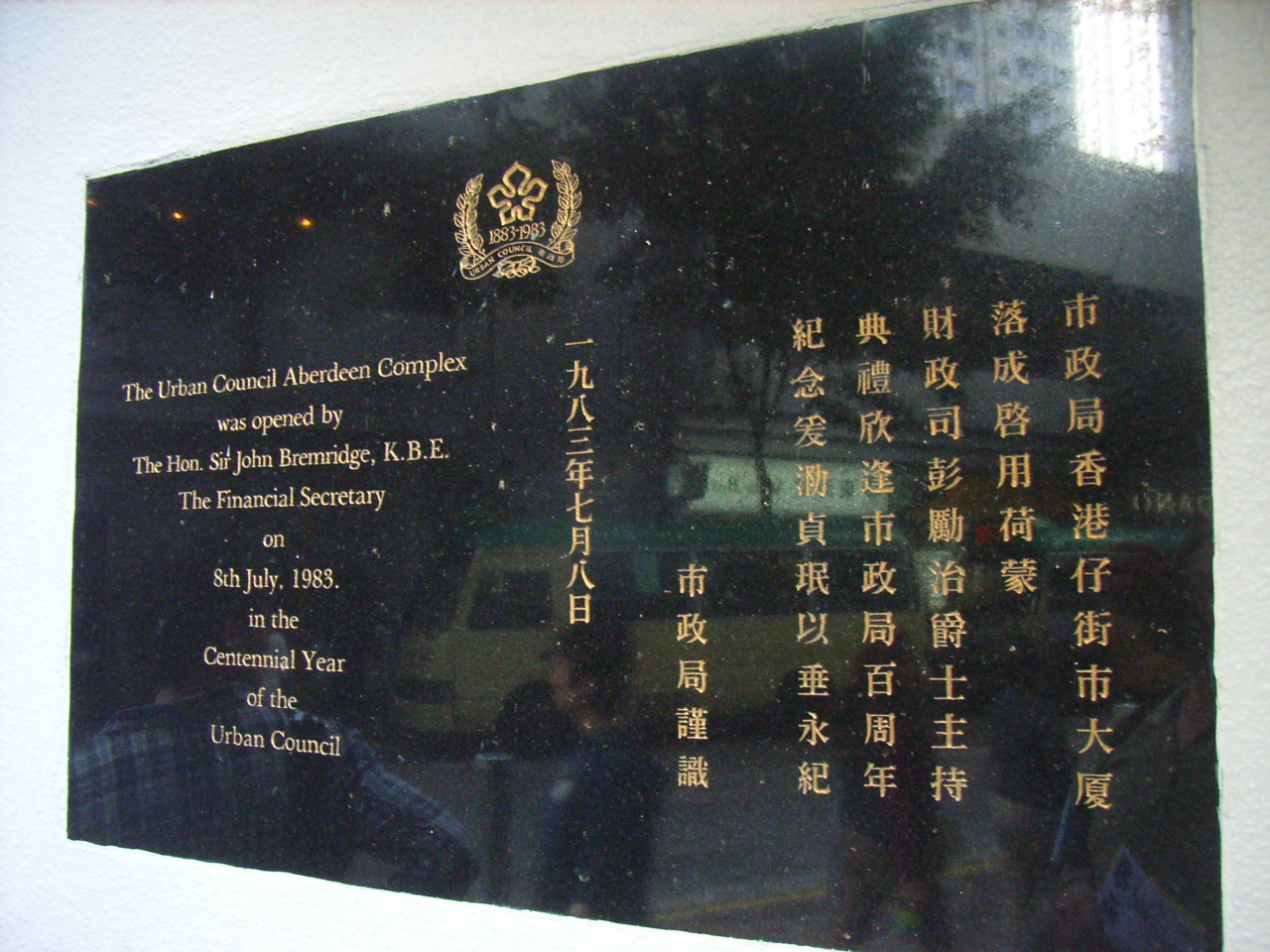
1983年彭勵治主持市政局香港仔市政大廈開幕典禮的奠基石

彭勵治爵士，KBE，JP（1925年7月12日—1994年5月6日）在1981年至1986年擔任香港財政司。他是英治時期唯一一位非公務員出身的財政司，原職於英國投資的太古集團和施羅德集團。

## 生平
彭勵治於任內經歷了中英談判為香港帶來的經濟危機。為了穩定經濟，他將港元與美元掛勾，制定了香港聯繫匯率制度。把港元兌換美元的兌換率制定為1兌7.8，該匯率至今沒有改變。他與後來的財政司翟克誠亦曾經考慮擴闊稅基開徵銷售稅，但是最後失敗。他在任內刪除財政儲備合理水平準則，引起了多年後香港社會的爭議。
1987年，彭勵治患上疾病，久醫未癒下於1994年逝世。